# Quilotoa
Quilotoa je název pozůstatku dacitového dómu a kaldery, jako výsledku projevu sopečné činnosti v nejzápadnější části ekvádorských And. Nachází se asi 35 km severozápadně od města Latacunga.
Kaldera má průměr 3 km a strmé stěny, vystupující 400 m nad hladinu 250 m hlubokého jezera. Pod vodou se nacházejí i zbytky dómu a horké prameny. Sopka naposledy eruptovala přibližně okolo roku 1280. Tato erupce vyprodukovala přibližně 10 mld. m³ sopečného popela a prachu a množství pyroklastických proudů a laharů – byla to, co se týká objemu vyvrženého materiálu, největší erupce v severních Andách. Následným kolapsem dómu se vytvořila kaldera. Pozdější erupce nejsou potvrzeny.